# Tuyamaella boninensis
Tuyamaella boninensis là một loài Rêu trong họ Lejeuneaceae. Loài này được (Horik.) R.M. Schust. miêu tả khoa học đầu tiên năm 1963.